# 128614 Juliabest
128614 Juliabest è un asteroide della fascia principale. Scoperto nel 2004, presenta un'orbita caratterizzata da un semiasse maggiore pari a 2,3951352 UA e da un'eccentricità di 0,2423976, inclinata di 3,74696° rispetto all'eclittica.